# Europäisches Übereinkommen über die Beteiligung von Ausländern am kommunalen öffentlichen Leben
Das Europäische Übereinkommen über die Beteiligung von Ausländern am kommunalen öffentlichen Leben (SEV Nr. 144) ist ein Übereinkommen des Europarates, welches auf Initiative des Kongresses der Gemeinden und Regionen des Europarates entstanden ist und vom 5. Mai 1992 datiert. Das Übereinkommen stellt den Grundsatz der schrittweisen Gewährung ziviler und politischer Rechte, einschließlich des Wahlrechts, an ansässige Ausländer- und Ausländerinnen in europäischen Kommunen auf.

## Inhalt des Übereinkommens
Das Übereinkommen soll die Integration ausländischer Bürger innerhalb der Kommunen verbessern und ist
auf alle Personen anwendbar, die nicht Angehörige des jeweiligen Staates sind, jedoch ihren rechtmäßigen Aufenthalt in seinem Hoheitsgebiet haben (Art. 2).
Ausländische Einwohner sollen die gleichen "klassischen Grundrechte" erhalten wie die Staatsangehörigen des jeweiligen Staates. Hierzu gehört die Meinungsfreiheit sowie die Versammlungs- und Vereinsfreiheit (Art. 3), welche das Recht Gewerkschaften zu gründen und ihnen beizutreten einschließt.
Die Konvention ermöglicht es, beratende Gremien in den Kommunen zu bilden (Art. 5), die von den ausländischen Einwohnern gewählt werden können oder deren Mitglieder durch ihre Vereine und Verbände benannt werden.
Die Vertragsparteien des Abkommens verpflichten sich außerdem, jedem Ausländer, der in den letzten fünf Jahren vor der Wahl rechtmäßig seinen gewöhnlichen Aufenthalt in dem betreffenden Staat hatte, das aktive und passive Wahlrecht zu garantieren (Art. 6). Die Parteien müssen ihre ausländischen Einwohner über ihre Rechte und Pflichten im kommunalen öffentlichen Leben aufklären (Art. 8). Die Konvention verpflichtet die Mitgliedstaaten dem Generalsekretär des Europarates über die Entwicklungen der Beteiligung von Ausländern am kommunalen öffentlichen Leben Bericht zu erstatten (Art. 10).

## Ratifikationsstand
Die Konvention trat am 1. Mai 1997 in Kraft und wurde bisher von neun Mitgliedstaaten (Albanien, Dänemark, Finnland, Island, Italien, Norwegen, Niederlande, Schweden, Tschechische Republik) des Europarates ratifiziert; Litauen und Slowenien haben es unterzeichnet, aber nicht ratifiziert (Stand: Januar 2018). Die Bundesrepublik Deutschland hat das Abkommen mit dem Hinweis auf verfassungsrechtliche Bedenken bisher weder unterzeichnet noch ratifiziert. Den Mitgliedstaaten des Europarates bleibt jedoch die Möglichkeit das Abkommen ohne den Artikel zum Ausländerwahlrecht zu unterzeichnen.